# ابراهیم رضایی
ابراهیم رضایی (زاده ۱۳۶۱ آب‌پخش) مدرس دانشگاه، سیاستمدار، روزنامه‌نگار و نمایندهٔ دورهٔ یازدهم و دورهٔ دوازدهم مجلس شورای اسلامی از حوزه انتخابیه دشتستان در استان بوشهر است. وی در دوره قبل عضو کمیسیون‌های سیاست خارجی و اصل نود است.
وی پیش از حضور در مجلس یازدهم، مدت‌ها به عنوان روزنامه‌نگار و فعال سیاسی فعالیت می‌کرد و و رساله دکترای خود را با عنوان «طراحی مدل بر اساس منافع و ارزش‌های ملی و اسلامی در رسانه‌ها» در دانشگاه آزاد اسلامی واحد تهران شمال گذرانده است.

## انتخابات مجلس یازدهم
ابراهیم رضایی با کسب ۳۶ هزار و ۵۸۱ رأی از مجموع ۸۹ هزار و ۹۴۱ رأی به عنوان نماینده مردم دشتستان انتخاب شد. او مورد حمایت شورای ائتلاف نیروهای انقلاب اسلامی استان بوشهر بود. او یکی از کسانی بود که در حساب شخصی خود در توییتر فهرست اموال خود را اعلام کرد.

## فعالیت‌های تقنینی

### شفافیت آرا
ابراهیم رضایی از حامیان اصلی طرح شفافیت آرا است. وی آرای خود به طرح‌ها و لوایح مجلس را به صورت شفاف در فضای مجازی منتشر می‌کند.

## فعالیت‌های نظارتی

### سؤال از وزیر نفت
در جلسه علنی ۹ مهر ۱۳۹۹ مجلس شورای اسلامی سؤال ابراهیم رضایی نماینده مردم دشتستان از بیژن زنگنه دربارهٔ علت عدم بهره‌برداری از فاز ۱۴ پارس جنوبی در دستور کار قرار گرفت. پس از استماع صحبت‌های زنگنه، نماینده مردم دشتستان، گفت: از توضیحات وی قانع نشده و خواستار آن شد که پاسخ‌های وزیر به رأی نمایندگان گذاشته شود. در نهایت نمایندگان مجلس شورای اسلامی با ۸۷ رأی موافق، ۱۲۹ رأی مخالف و ۹ رأی ممتنع از مجموع ۲۴۱ نماینده حاضر در جلسه علنی توضیحات وزیر نفت را قانع کننده ندانستند و به وی کارت زرد دادند. همچنین رضایی گفت: بنده تقاضای رسیدگی حقوقی و قضایی دربارهٔ علت تکمیل نشدن فاز ۱۴ پارس جنوبی را دارم چرا که مصداق ترک فعل است و حتی باید دربارهٔ آن تحقیق و تفحص صورت گیرد.
رضایی در ۱۹ مرداد ۱۳۹۹ خبر از کلید خوردن استیضاح بیژن زنگنه وزیر وقت نفت داده بود.

## فعالیت‌های دیپلماتیک

### اتحادیه مجالس کشورهای سازمان همکاری اسلامی (PUIC)
در ۲۶ مرداد ۱۳۹۹ محمد باقر قالیباف رئیس مجلس شورای اسلامی، ابراهیم رضایی را جهت عضویت در «کمیته عمومی» اتحادیه مجالس کشورهای عضو سازمان همکاری اسلامی (PUIC) معرفی کرد.

### گروه‌های دوستی پارلمانی
ابراهیم رضایی در ۲۹ مهر ۱۴۰۰ به عنوان رئیس گروه دوستی پارلمانی ایران و کشورهای روسیه، عراق، کویت و نیجر انتخاب شد. گروه دوستی پارلمانی کشورهای روسیه، عراق، کویت و نیجر از مهم‌ترین گروه‌های دوستی پارلمانی است. پیش از این، سید امیرحسین قاضی‌زاده هاشمی ریاست این گروه دوستی را بر عهده داشت که با استعفای وی از نمایندگی مجلس و انتصاب به عنوان رئیس بنیاد شهید، مجدداً انتخابات هیئت رئیسه گروه دوستی برگزار شد.